# Jan Křtitel Jiří Neruda
Jan Křtitel Jiří Neruda (ook: Johann Baptist Georg Neruda) (Rosice, 1707  – Dresden, 11 oktober 1776) was een Boheems componist, kapelmeester en violist.

## Levensloop
Neruda werd opgeleid als violist en componist in Praag en was aldaar ook lid van een theaterorkest. In 1741 vertrok hij naar Dresden en werd aldaar eerst violist in het orkest van graaf August Friedrich von Rutowski (1702-1764), een onechte halfbroer van koning August III van Polen. In 1750 werd hij eerst concert- en later kapelmeester in het orkest aan het hof van Frederik August II keurvorst van Saksen. Aanvankelijk speelde hij samen met Johann Adolf Hasse, maar ook met andere Boheemse muzikanten zoals de violisten Augustín Uhlik, Joseph Tieze en František Zich, de cellist Joseph Zyka en de hoornisten Anton Joseph Hampel (1701-1771) en Karel Houdek. Later werd ook de Duitse violist Johann Georg Pisendel lid van deze hofkapel. Neruda bleef hij tot 1772 in deze functie.
Neruda was een zeer productief componist met alleen achttien symfonieën, veertien instrumentale concerten, kerkmuziek en een opera. Zijn manuscripten werden in de 18e eeuw merkwaardig verdeeld over Bohemen, Duitsland en Zweden. Alhoewel zijn muziek toenmalige Italiaanse invloeden heeft is zij ook gekenmerkt van dynamiek, dus een duidelijk teken van de zogenoemde Mannheimer Schule.

## Composities

### Werken voor orkest
- 18 symfonieën
- 10 concerten voor viool en orkest
- Concert in C majeur, voor fagot, strijkers en basso continuo
- Concert in Es majeur, voor trompet (corno di caccia) en strijkorkest

### Werken voor harmonieorkest
- Concert in E majeur, voor trompet en harmonieorkest (bewerkt door: L. P. Laurendeau)

### Kerkmuziek
- 2 geestelijke cantates

### Muziektheater

#### Opera
- Les Troqueurs

### Kamermuziek
- 34 triosonates (twee violen en basso continuo)